# Skörd vid Don
Skörd vid Don är en roman av Michail Sjolochov. Den skildrar jordbrukskollektiviseringen bland donkosackerna. Romanen utgör andra delen av två, varav den första gavs ut på svenska under namnet Nyplöjd mark.